# کرمرس (دهانه)
کرمرس یک دهانه برخوردی در ماه‌ است.

## دهانه‌های اقماری
این دهانه ۴ دهانه اقماری دارد.
| Kramers | عرض جغرافیایی | طول جغرافیایی | قطر          |
| ------- | ------------- | ------------- | ------------ |
| U       | ۵۴.۲° N       | ۱۳۲.۴° W      | ۳۸.۰ کیلومتر |
| C       | ۵۵.۰° N       | ۱۲۵.۶° W      | ۶۰.۰ کیلومتر |
| M       | ۵۰.۴° N       | ۱۲۶.۹° W      | ۳۰.۰ کیلومتر |
| S       | ۵۲.۸° N       | ۱۳۲.۲° W      | ۲۶.۰ کیلومتر |